# ABC@Home

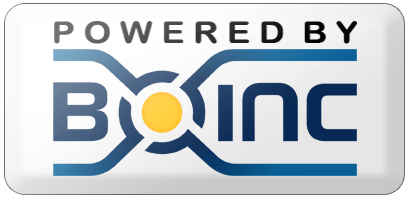

ABC@Home war ein Projekt für verteiltes Rechnen des Mathematischen Instituts der Universität Leiden. Um die abc-Treffer unter allen Tripeln teilerfremder natürlicher Zahlen bis 1018, bei denen die dritte Zahl die Summe der beiden anderen Zahlen ist, zu finden, wurde auf mehreren tausend privaten und institutionellen Computern die ungenutzte Rechenleistung verwendet: ABC@home lief automatisch mittels der BOINC-Plattform im Hintergrund. Bis Stand 2011 lief die Applikation weltweit auf ca. 112.000 Rechnern in 183 Ländern. Dabei war das erfolgreichste deutsche Team SETI.Germany als das Team mit der weltweit viertgrößten erzielten Rechenleistung.
Im Jahr 2011 wurde das Ziel, alle Zahlen bis 1018 zu untersuchen, erreicht und eine Liste mit 14.482.065 Tripeln veröffentlicht. Anschließend wurde in den Jahren 2015 bis 2018 der Zahlenraum bis 263 untersucht und weitere 9.345.651 Triples gefunden. Danach wurde das Projekt in den Ruhestand versetzt.
Die abc-Vermutung ist eine 1985 von Joseph Oesterlé und David Masser aufgestellte mathematische Vermutung, die wegen ihrer Schwierigkeit und mehr noch wegen ihrer Bedeutung als prominenter Nachfolger der gelösten Fermatschen Vermutung gilt. Dorian Goldfeld bezeichnete sie sogar als wichtigstes ungelöstes Problem der diophantischen Analysis.